# 교조 신원 운동
교조 신원 운동(敎祖伸寃運動)은 동학 교조 최제우의 신원을 회복하기 위해 동학교도가 벌인 운동이다.
동학 교조 최제우가 처형당한 뒤의 동학 교문(敎門)은 불법화되어 많은 탄압을 받았다. 2세 교주 최시형은 은밀하게 교세 재건에 노력하여 동학이 커다란 사회적 세력으로 확대되었고, 이 힘은 교조 신원 운동이라는 시위운동으로 발전하였다. 이 운동이 표면화한 것은 1892년(고종 29년)의 일이다. 이 해에 수천의 교도가 삼례(參禮)에 모여 충청감사 조병식과 전라감사 이경직(李耕稙)에게 청원을 하였던 바, 그 내용은 교조의 신원(伸寃), 신앙과 교단의 자유, 이서(吏胥)와 군졸배들의 탄압에 대한 항의였다. 이에 대한 반응이 미온적이매 각지의 교도들은 상경하여 복합 상소로써 목적을 달성하려고 1893년(고종 30년) 박광호(朴光浩)를 소두(疏頭)로 삼아 이를 단행했다. 그러나 이 또한 탄압을 받고 해산되었다.

## 참고 자료
- 이 문서에는 다음커뮤니케이션(현 카카오)에서 GFDL 또는 CC-SA 라이선스로 배포한 글로벌 세계대백과사전의 "동학혁명" 항목을 기초로 작성된 글이 포함되어 있습니다.